# (79998) 1999 FH27
(79998) 1999 FH27 là một tiểu hành tinh vành đai chính. Nó được phát hiện bởi LINEAR ở Socorro ngày 19 tháng 03 năm 1999.